# シンフォニエッタ静岡
一般社団法人シンフォニエッタ静岡（シンフォニエッタしずおか、Sinfonietta Shizuoka, JAPAN）は、静岡県内全域を主な活動地域とするオーケストラである。

## 概要
2005年に設立され、2014年に一般社団法人へ改組。
2015年からはサントリーホールにおいて東京定期公演を開催している。
日本のプロオーケストラとしては唯一バソン（フランス式ファゴット）の定席がある。
2018年9月5日、芸術監督の中原朋哉が静岡県庁で記者会見を開き、静岡県内での定期公演を2019年度で撤退、2020年度からは定期公演を首都圏のみで実施すると発表した。定期公演の拠点としてきたグランシップが耐震化工事のため利用できなくなり、周辺自治体の施設も代替利用が困難なため、計画的な公演の年間予定を組むことができなくなったのが理由。なお、未就学児向けの教育事業や文化施設などからの依頼公演は静岡県内で継続するとしている。

## 主要ポスト
- 中原朋哉（芸術監督・指揮者）
- オリヴィエ・シャルリエ（レギュラー・ゲスト・ソリスト）
- 長谷川勉（レジデント・コンポーザー）